# علي أكبر يوسفي
علي أكبر يوسفي (بالفارسية: علی‌اکبر یوسفی) هو لاعب كرة الصالات ‏ ولاعب كرة قدم إيراني في مركز الوسط، ولد في 12 سبتمبر 1969 في إيران. شارك مع منتخب إيران لكرة القدم. أما مع النوادي، فقد لعب مع نادي باس طهران ونادي سايبا.

## وصلات خارجية
- علي أكبر يوسفي على موقع الاتحاد الدولي (مؤرشف)  (الإنجليزية)
- علي أكبر يوسفي على موقع قاعدة بيانات كرة القدم.إي يو (الإنجليزية)
- علي أكبر يوسفي على موقع ناشيونال فوتبول تيمز (الإنجليزية)